# Villa Gilera
Villa Gilera, conosciuta anche come Villa Ida, è una villa situata a Esino Lario, precisamente a Esino Superiore, lungo la strada provinciale 65 che collega Varenna a Esino Lario per poi scendere verso Parlasco e la Valsassina.
Fu fatta edificare come residenza estiva dall'imprenditore Giuseppe Gilera, che qui, nel 1943 durante la seconda guerra mondiale, dovette sfollare con la famiglia a Esino in seguito alla chiusura dello stabilimento Gilera di Arcore che andò in mano ai tedeschi. Lo stesso Gilera fece costruire il Rifugio Cainallo, dal quale parte un sentiero che raggiunge la vetta della Grigna settentrionale.